# علي محمد عسوبلي
علي محمد عسوبلي (ورطيجلي) (بالصومالية: Cali Maxamed Cosoble) سياسي صومالي بارز وعضو في البرلمان الفيدرالي، شغل منصب نائب رئيس الحركة الوطنية الصومالية في هرر بإثيوبيا بعد تعيينه في 2 فبراير 1987، حتى إنشاء المؤتمر الصومالي الموحد الذي انتخب قائدا له عام 1989.
ولد عسوبلي في عيل بور عام 1930، وشغل مناصب وزارية في جمهورية الصومال الديمقراطية (بينها منصب وزير الصحة والشؤون الاجتماعية عام 1967 ومنصب وزير الإعلام في حكومة محمد إبراهيم عقال عام 1969) قبل انقلاب سياد بري وسيطرة العسكر على الحكم، قبل إنشاء المؤتمر الصومالي الموحد USC شغل عسوبلي منصب نائب رئيس الحركة الوطنية الصومالية SNM في الفترة ما بين 1984 و2003 وغادر المنصب إثر خلاف مع الإثيوبيين حول وحدة الصومال، انتُخب قائدا للمؤتمر الموحد في يناير 1991 في روما، وتوفي في مرسيليا عام 1998.